# Długi, wrześniowy weekend
Długi, wrześniowy weekend (ang. Labor Day) – amerykański film dramatyczny z 2013 roku w reżyserii Jasona Reitmana, powstały na podstawie powieści Joyce Maynard. Wyprodukowany przez wytwórnię Paramount Pictures. Główne role w filmie zagrali Kate Winslet i Josh Brolin.
Premiera filmu odbyła się 29 sierpnia 2013 podczas Festiwalu Filmowego w Telluride. Pięć miesięcy później, 31 stycznia 2014, obraz trafił do kin na terenie Stanów Zjednoczonych.

## Fabuła
Akcja filmu rozgrywa się w latach 80. XX wieku w New Hampshire. Porzucona przez męża Adele Wheeler (Kate Winslet) cierpi na depresję. Wychodzi z domu raz w miesiącu, aby uzupełnić zapasy żywności. Towarzyszy jej trzynastoletni syn Henry, który robi wszystko, by uszczęśliwić matkę. Pewnego dnia w sklepie podchodzi do nich ranny mężczyzna. Nie ukrywa, że jest zbiegłym więźniem. Żąda, by kobieta zapewniła mu schronienie. Adele z obawy o syna nie przeciwstawia się nieznajomemu i zabiera go pod swój dach. Gdy spędza z nim kolejne godziny, lęk ustępuje miejsca innym emocjom. Frank (Josh Brolin) okazuje się opiekuńczy i zaradny. Henry obserwuje, jak między matką a intruzem rodzi się uczucie, które przywraca jej chęć życia.

## Obsada
- Kate Winslet jako Adele Wheeler
- Josh Brolin jako Frank Chambers
- Gattlin Griffith jako Henry Wheeler
- Clark Gregg jako Gerald
- Brooke Smith jako Evelyn
- James Van Der Beek jako policjant Treadwell
- J.K. Simmons jako pan Jervis
- Maika Monroe jako Mandy
- Alexie Gilmore jako Marjorie
- Brighid Fleming jako Eleanor
- Lucas Hedges jako Richard
- Micah Fowler jako Barry

## Odbiór

### Krytyka
Film Długi, wrześniowy weekend spotkał się z mieszaną reakcją krytyków. W serwisie Rotten Tomatoes 35% ze stu dziewięćdziesięciu czterech recenzji filmu jest pozytywne (średnia ocen wyniosła 5,2 na 10). Na portalu Metacritic średnia ocen z 43 recenzji wyniosła 52 punkty na 100.

### Nagrody i nominacje
| Rok  | Miejsce                                | Nagroda    | Kategoria                    | Odbiorcy i nominowani | Wynik     |
| ---- | -------------------------------------- | ---------- | ---------------------------- | --------------------- | --------- |
| 2014 | 71. ceremonia wręczenia Złotych Globów | Złoty Glob | Najlepsza aktorka w dramacie | Kate Winslet          | nominacja |